# متلازمة ليش نيهان
متلازمة ليش نيهان هي اضطراب وراثي نادر يحدث بسبب نقص في إنزيم هيبوكزانتين-غوانين فوسفوريبوزيل-ترانسفيراز (HGPRT). يحدث هذا النقص بسبب طفرات في جين HPRT1 الموجود على الصبغي X. تصيب متلازمة لش-نيهان واحدًا من بين كل 380000 مولود حي. عُرف هذا الاضطراب لأول مرة ووُصف سريريًا بواسطة طالب الطب الأمريكي مايكل لش ومعلمه طبيب الأطفال ويليام نيهان في جامعة جونز هوبكنز.
يسبب نقص إنزيم HGPRT تراكم حمض البول في جميع سوائل الجسم. تؤدي زيادة إنتاج وقلة استخدام البيورينات إلى فرط إنتاج حمض البول. وهذا يؤدي إلى ارتفاع مستويات حمض البول في الدم والبول، ويرتبط ذلك بمشاكل كالنقرس وأمراض الكلية. تشمل الأعراض العصبية ضعف التحكم في العضلات وتخلف عقلي معتدل. تظهر هذه المضاعفات عادةً في السنة الأولى من الحياة. ابتداءً من السنة الثانية من الحياة، تتظاهر متلازمة لش-نيهان بشكل خاص بسلوك إيذاء النفس، الذي يتمثل بعض الشفة والأصابع. تشمل الأعراض العصبية تكشير الوجه، تلوّي لا إرادي، وحركات متكررة للذراعين والساقين مماثلة لتلك التي تحدث في داء هنتنغتون. ما زال سبب التشوهات العصبية مجهولًا. لأن نقص HGPRT يسبب سوء امتصاص فيتامين ب 12 في الجسم، قد يصاب بعض الذكور بفقر الدم ضخم الأرومات.
تتوارث متلازمة لش-نيهان بطريقة متنحية مرتبطة بالصبغي X؛ وعادةً ما تكون الأم حاملة للطفرة وتنقلها إلى ابنها، على الرغم من أن ثلث الحالات تنشأ عن ظهور طفرات جديدة دون وجود تاريخ عائلي. تتواجد متلازمة لش-نيهان كعيب خلقي لدى الأولاد الصغار. يعاني معظم المصابين بهذا العوز، وليس جميعهم، من مشاكل عقلية وجسدية حادة طوال حياتهم. يوجد عدد قليل من الحالات النادرة التي تُصاب فيها الإناث.
تستجيب الأعراض الناتجة عن تراكم حمض البول (أعراض النقرس ومشاكل الكلى) جيدًا للعلاج بالأدوية مثل الوبيورينول الذي يقلل من مستويات حمض البول في الدم. لا تستجيب أعراض التخلف العقلي وسلوك إيذاء النفس للعلاج بشكل جيد. لا يوجد علاج، لكن يعيش العديد من الأشخاص المصابين حتى سن البلوغ. قد تخفف عدة علاجات تجريبية جديدة من حدة الأعراض.

## فرط إنتاج حمض البول

متلازمة لش-نيهان هي وراثة متنحية مرتبطة بـX.

أحد الأعراض الأولى للمرض هو وجود بلورات حمض البول الشبيهة بالرمل في حفاظات الرضيع المصاب. قد يؤدي فرط إنتاج حمض البول إلى تشكل بلورات حمض البول أو الحصى في الكلى والحالب والمثانة. تترسب هذه البلورات في المفاصل في وقت لاحق من المرض مسببةً التهاب مفاصل شبيه بالنقرس، مع تورم ومضض.
يحدث فرط إنتاج حمض البول منذ الولادة، لكن قد يظهر بالفحوص المخبرية السريرية الروتينية. غالبًا ما يكون تركيز حمض البول في المصل طبيعيًا، إذ تُطرح البيورينات الزائدة على الفور مع البول. عادةً ما تظهر البلورات كحبيبات برتقالية، أو قد تتجمع لتشكل إما حصى صغيرة متعددة أو حصى كبيرة مميزة يصعب مرورها. عادة ما تسبب الحصى بيلة دموية (دم في البول) وتزيد من خطر عدوى الجهاز البولي. يعاني بعض المرضى من تلف الكلى بسبب هذه الحصى الكلوية. قد تكون الحصى مؤشرًا للإصابة بالمرض، لكنها قد لا تُكتشف لعدة أشهر أو حتى سنوات.

## التاريخ
أول من لاحظ هذا المرض ووصفه كان طالب الطب في جامعة جونز هوبكينز مايكل لش [الإنجليزية] ومشرفه ويليام نيهان [الإنجليزية]، وقد نشر نتائج بحثهما في عام 1964. أما جارفيس إدوين سيغميلر [الإنجليزية] فقد اكتشف الأسباب الأيضية للمرض مع زملائه في معاهد الصحة الوطنية.

## العلامات والأعراض
تمتاز متلازمة لش-نيهان بثلاث علامات بارزة هي:
- مشاكل عصبية مِثل الكنع الرَقَصي
- اضطرابات معرفية وسلوكية
- فرط حمض يوريك الدم

الضرر الذي يصيب العقد القاعدية عن المرضى تعطي موقفا واضحة حول المرض. بعض المرضى يصابون أيضا بفقر الدم الكبير الكريات.
من الناحية العملية، فإن كل المرضى ذكور، وسيعانون من تأخر في البلوغ، وأغلبهم سيعانون من ضمور الخصية. أما الإناث الحاملات للمرض فسيتعرضن لخطر الإصابة بالتهاب المفصل النقرسي، وإلا فإنهن لن يتعرضن لأي مشاكل أخرى.